# Episodi di Found (prima stagione)
La prima stagione della serie televisiva Found, composta da 13 episodi, è stata trasmessa in prima visione assoluta negli Stati Uniti d'America sul canale NBC, dal 4 ottobre 2023 al 17 gennaio 2024.
In Italia la stagione è stata trasmessa in prima visione assoluta su Top Crime dal 21 dicembre 2023 al 25 gennaio 2024.
I titoli originali degli episodi delle due stagioni sono caratterizzati dalla formula "Missing While", artificio linguistico non riprodotto nella traduzione italiana.
| nº | Titolo originale            | Titolo italiano         | Prima TV USA     | Prima TV Italia  |
| -- | --------------------------- | ----------------------- | ---------------- | ---------------- |
| 1  | Pilot                       | Una squadra speciale    | 4 ottobre 2023   | 21 dicembre 2023 |
| 2  | Missing While Sinning       | Ossessione              | 11 ottobre 2023  | 21 dicembre 2023 |
| 3  | Missing While Widowed       | Il vedovo sparito       | 18 ottobre 2023  | 28 dicembre 2023 |
| 4  | Missing While a Pawn        | Ragazzi manipolati      | 25 ottobre 2023  | 28 dicembre 2023 |
| 5  | Missing While Undocumented  | Senza documenti         | 1º novembre 2023 | 4 gennaio 2024   |
| 6  | Missing While Addicted      | L'amore di una madre    | 8 novembre 2023  | 4 gennaio 2024   |
| 7  | Missing While Indigenous    | Lo spazio di mezzo      | 15 novembre 2023 | 11 gennaio 2024  |
| 8  | Missing While Homeless      | Il senzatetto           | 22 novembre 2023 | 11 gennaio 2024  |
| 9  | Missing While Scamming      | Rapimento con riscatto  | 29 novembre 2023 | 18 gennaio 2024  |
| 10 | Missing While Indoctrinated | Ladra di studenti       | 6 dicembre 2023  | 18 gennaio 2024  |
| 11 | Missing While Interracial   | L'apparenza inganna     | 12 dicembre 2023 | 25 gennaio 2024  |
| 12 | Missing While Eccentric     | Amiche prigioniere      | 10 gennaio 2024  | 25 gennaio 2024  |
| 13 | Missing While Forgotten     | Il momento della verità | 17 gennaio 2024  | 25 gennaio 2024  |

## Una squadra speciale
- Titolo originale: Pilot
- Diretto da: DeMane Davis
- Scritto da: Nkechi Okoro Carroll

### Trama
Anno 2003. Piangendo, una bambina bussa alla porta di una casa persa nel verde e, entrata, chiede aiuto ad una ragazza anch'ella di colore, rivolgendole inoltre due domande: "questa è la tua casa?" e "da quanto tempo sei qui?".
Presente. Una giovane bussa ad una porta chiedendo soccorso ma è un artificio per entrare: l'occupante viene assalito da lei e da un altro uomo e interrogato brutalmente. I due fanno parte di una squadra particolare, impegnata nella ricerca di persone scomparse, specialmente quando i loro casi non attirano l'attenzione dei media. 
Al momento, si occupano infatti della ricerca di una ragazza di colore in affido, dopo la richiesta di aiuto del fratellino, anch'egli in affido: la squadra tenta di dare visibilità al caso ma anche di interagire con i genitori affidatari e la madre biologica, per scoprire la verità nascosta dietro tale allontanamento, che sia volontario o no. Intanto, emergono particolari sulla storia personale degli appartenenti alla squadra. In uno dei flashback, riguardante il 2003, compare chi teneva prigioniera nella casa la ragazza di colore, un apparentemente affabile uomo bianco barbuto.

## Ossessione
- Titolo originale: Missing While Sinning
- Diretto da: DeMane Davis
- Scritto da: Nkechi Okoro Carroll

### Trama
La squadra è interessata alla sparizione, non presa in considerazione dalle autorità, di una delle persone appartenenti a un gruppo di "operatori del sesso". Intanto, una rete televisiva, come omaggio all'impegno di Gabi e della squadra che ella ha creato, apre una finestra di 72 ore per segnalazioni utili a rintracciare colui che l'aveva rapita, Hugh Evans conosciuto anche come "Sir".

## Il vedovo sparito
- Titolo originale: Missing While Widowed
- Diretto da: Nikhil Paniz
- Scritto da: Cameron Johnson

### Trama
La squadra viene allertata della sparizione di un anziano vedovo malato dal portiere dello stabile in cui abitava. Margaret e Gabi affrontano il proprio senso di colpa, l'una per l'abbandono della famiglia, turbata dalla scomparsa del figlioletto, l'altra nel dubbio, instillatole da "Sir", di aver richiesto ella stessa una compagna alla sua vita di reclusa, causando la prigionia di Lacey.

## Ragazzi manipolati
- Titolo originale: Missing While a Pawn
- Diretto da: Eif Rivera
- Scritto da: Zoe Marshall

### Trama
Quando il figlioletto di una coppia di divorziati scompare, la squadra indaga sulle due piste: allontanamento volontario o rapimento. Anche "Sir", della cui "consulenza" Gabrielle si avvale, offre preziosi contributi, ipotizzando l'eventuale complicità, ai danni del bambino, di adolescenti (tra cui emerge la responsabilità, da chiarire, di Tony): particolare che turba profondamente la donna, per via di Lacey rapita da bambina e affiancata a Gabi adolescente quasi fosse una complice di "Sir", secondo lo schema di questi, e delle menzogne che inevitabilmente intossicano il suo rapporto con lei, sconvolgendola. Inoltre, ella decide di indagare sulle vittime precedenti di "Sir", dell'esistenza di una delle quali, Annie, aveva scoperto da ragazza.

## Senza documenti
- Titolo originale: Missing While Undocumented
- Diretto da: Jessika Borsiczky
- Scritto da: Michael G. Peterson

### Trama
La squadra si occupa della scomparsa di una giovane immigrata sudamericana senza documenti. Intanto anche Mark si occupa di un caso analogo. Mentre Margaret nutre nuove speranze di rintracciare il figlio, Dhan in assenza del marito deve fare i conti con la propria monofobia, Gabi con le conseguenze che il rapimento ha avuto nel suo rapporto col padre e "Sir" con il legame ambiguo che sente con lei. 

## L'amore di una madre
- Titolo originale: Missing While Addicted
- Diretto da: Nikhli Paniz
- Scritto da: Jennifer A. King

### Trama
La squadra si occupa di ritrovare un giovane tossicodipendente perché possa salutare la madre, malata terminale di cancro prossima alla fine: la ricerca risveglia in tutti (Margaret, Dhan..) la coscienza e il ricordo delle esperienze dei danni che le dipendenze comportano (e la volontà di superarle), in specifico in Gabi il rimpianto di non aver potuto ella stessa restare vicino al padre che l'aveva contratta per l'alcol, il dolore della perdita, la dipendenza, la costrizione che essa provoca e il rancore nei confronti di "Sir". Il segreto che sulla sorte di quest'ultimo Gabi si porta dentro rischia di allontanarla definitivamente da Lacey ma anch'esso potrebbe essere sul punto di essere svelato.

## Lo spazio di mezzo
- Titolo originale: Missing While Indigenous
- Diretto da: Christine Swanson
- Scritto da: Nikita DeMare

### Trama
Un'anziana nativa americana richiede alla squadra di rintracciare la nipote, incinta e prossima a partorire, e che ha lasciato da qualche tempo il suo luogo d'origine: il parto, afferma il suo ginecologo, potrebbe mettere in pericolo di vita entrambe e la riserva non offre garanzie in proposito. Per quanto Lacey sia sconvolta dalla necessità per le ricerche in Virginia (dov'erano state tenute prigioniere da "Sir", in uno "spazio intermedio", una virtuale "Terra di nessuno"), la giovane partecipa ugualmente.  La lunga assenza di Gabi e il suo rapporto con Mark, di cui ha sentito la presenza nella casa, tormentano "Sir", spingendo anche lui, come Gabi anni prima, ad una scelta estrema.

## Il senzatetto
- Titolo originale: Missing While Homeless
- Diretto da: Chad Lowe
- Scritto da: Sonay Hoffman

### Trama
Dhan è vicino ad una comunità di senzatetto e lui e i colleghi si occupano di rintracciare e salvare uno di loro. Intanto, la squadra è in allerta per avvistamenti di "Sir" intorno all'abitazione di Gabi. La polizia sorveglia il perimetro esterno e Lacey, impaurita ma solidale, trascorre la notte con lei, notando abitudini e letture comuni allo stesso "Sir". Questi è sempre più stravolto dall'atteggiamento di Gabrielle fino a minacciare i suoi affetti se la loro anomala convivenza avesse fine.

## Rapimento con riscatto
- Titolo originale: Missing While Scamming
- Diretto da: Charissa Sanjarernsuithikul
- Scritto da: Cameron Johnson

### Trama
Gabi (suo malgrado) e "Sir" (che rileva la sindrome come un segno della loro vicinanza e tenta di farsi perdonare le minacce a Lacey, per la compagna insopportabili) soffrono nello stesso periodo di un'infreddatura. Intanto Lacey riflette sulla sua persistente paura di "Sir" e le perplessità destatele da alcuni comportamenti dell'amica e se allontanarsene per qualche tempo; Gabi si schermisce per aver ricevuto una lusinghiera copertina su una diffusa rivista di Washington; Margaret consulta una terapeuta per i conflitti psicologici causatile dalla propria difficoltà a dar spazio, nella propria vita, persino alla figlia, pur di trascorrere le notti alla stazione. 
La squadra accetta di occuparsi del rapimento di una giovane influencer, per il rilascio della quale viene richiesta come riscatto una somma di denaro irraggiungibile. 
"Sir", in bilico tra delirio e coscienza, rivive momenti critici della sua fanciullezza.

## Ladra di studenti
- Titolo originale: Missing While Indoctrinated
- Diretto da: Keesha Sharp
- Scritto da: Zoe Marshall

### Trama
La "Mosely & Associates" ha perso la sua licenza di detective privati e Zeke si rivolge al padre per riceverne aiuto: il loro difficile rapporto richiama quello di Patrick col figlio Tony, un adolescente manipolato da un oscuro rapitore di ragazzi, del cui caso la squadra si era occupata in precedenza. L'epilogo della storia, l'individuazione del colpevole e dell'abuso della sua funzione indurisce ancora di più i rapporti di Gabi con "Sir", che nei suoi confronti aveva rivestito un analogo status, anche nel dubbio che egli possa aver ucciso Annie e se ella stessa, consenziente o costretta, fosse una sua complice.

## L'apparenza inganna
- Titolo originale: Missing While Interracial
- Diretto da: Michael Schultz
- Scritto da: Michael G. Peterson

### Trama
Un giovane riservista afroamericano è autore del rapimento di una coetanea di etnia caucasica o i due sono innamorati e hanno lasciato insieme le famiglie che non vedono favorevolmente un'unione inter-razziale? E perché un messaggio ritrovato sul cellulare farebbe desumere che la ragazza intimerebbe al giovane di lasciarla in pace? Mark si occupa del caso ma anche, per Gabi, di verificare se "Sir" ha ucciso e fatto sparire Annie, la sua prima vittima. Intanto, Gabi ritorna al ricordo del suo primo giorno da "Sir", che pretendeva che essi fossero una famiglia.

## Amiche prigioniere
- Titolo originale: Missing While Eccentric
- Diretto da: David McWhirter
- Scritto da: Sonay Hoffman

### Trama
Zeke accoglie una giovane in fuga: il gruppo, al di là delle confuse parole della ragazza, scopre che fa parte di frequentatrici di un blog, di party notturni a tema e rave in cui adolescenti vengono drogate, rapite, violentate e uccise. Dalle allucinati descrizioni la squadra deve desumere indizi importanti anche per ritrovare Gabi, a sua volta rapita. Il castello di bugie costruito da Gabi intorno alla sua esperienza attuale con "Sir", infatti, traballa, così come i colleghi hanno potuto constatare, ma non tutti verificare, e può costarle la loro amicizia e forse anche la vita.

## Il momento della verità
- Titolo originale: Missing While Forgotten
- Diretto da: TBA
- Scritto da: Nkechi Okoro Carroll

### Trama
La squadra riprende la ricerca di una bambina scomparsa da mesi da una famiglia disfunzionale ignorata dai servizi sociali. Gabi, messa alle strette dalle troppe falle della sua storia di copertura, decide di rivelare ai suoi colleghi e amici la verità sul rapimento di "Sir", ma avvelenando il rapporto con loro. Quella che può soffrirne di più è Lacey, che si trova a correre un pericolo anche materiale.